# Gheriah

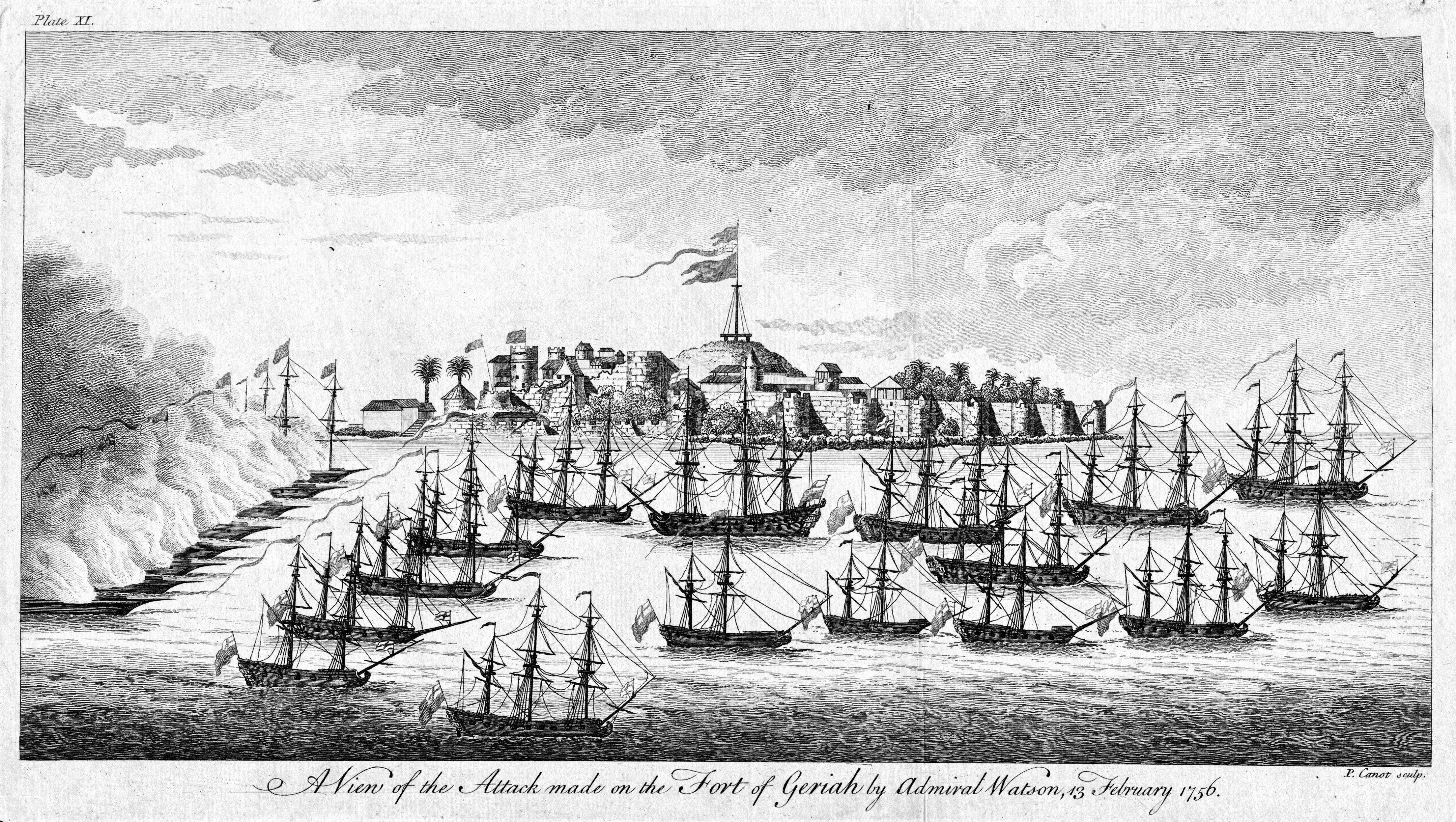
Britischer Angriff auf die Festung Gheriah im Februar 1756

Gheriah ist der moderne Name einer See-Festung im Südwesten Indiens, südlich von Ratnagiri, im Bundesstaat Maharashtra. Der alte Name lautete Vijaydurg (hindi „Sieges-Festung“). Sie war seit dem späten 17. Jahrhundert Sitz der Flotte der Marathen unter dem Admiral Kanhoji Angre (1667–1729), die von dort aus einen Piratenkrieg gegen die kolonialen Seemächte Portugal, Niederlande und Großbritannien führten.
Die Gheriah, auch Gurrah, ist ferner ein indisches Längenmaß. Das Maß war in Bengalen verbreitet.
- 1 Gheriah = 2 Angullos = 6 Jarbes = 101 ⅓ Pariser Linien = etwa 228,58 Millimeter
- 2 Gheriah = 1 Haut/Cubit/Arm